# Cmentarz wojenny nr 388 – Kraków-Rakowice
Cmentarz wojenny nr 388 – Kraków-Rakowice – 3 kwatery, z których dwie mieszczą się na cmentarzu Rakowickim, a jedna na nekropolii wojskowej przy ulicy Prandoty. Inżynier Hans Mayr zaprojektował kwatery na cmentarzu Rakowickim, natomiast inżynier Hupert zaprojektował kwatery na nekropolii wojskowej. Na cmentarzu znajdują się 792 groby zbiorowe i 553 groby pojedyncze.
Kwatera pierwsza (główna) 50°04′26″N 19°56′56″E/50,073889 19,948889
Długa, wąska kwatera wzdłuż południowo-zachodniego muru cmentarza. Zamknięta od strony zachodniej ścianą pomnikową na której znajduje się tablica z napisem o treści: PAMIĘCI POLEGŁYCH W WOJNIE ŚWIATOWEJ 1914–1918. Spoczywa tu około 6700 żołnierzy niemieckich, rosyjskich oraz austro-węgierskich w tym polscy legioniści, którzy mają niewielki pomnik w formie czwórki legionowej stojącej na piedestale na którym umieszczono wers z Hymnu strzeleckiego: Z TRUDU NASZEGO I ZNOJU POLSKA POWSTAŁA BY ŻYĆ.
Obok pomnika legionistów złożono, w 1990 roku, w skromnej mogile prochy gen. Bolesława Wieniawy-Długoszowskiego.

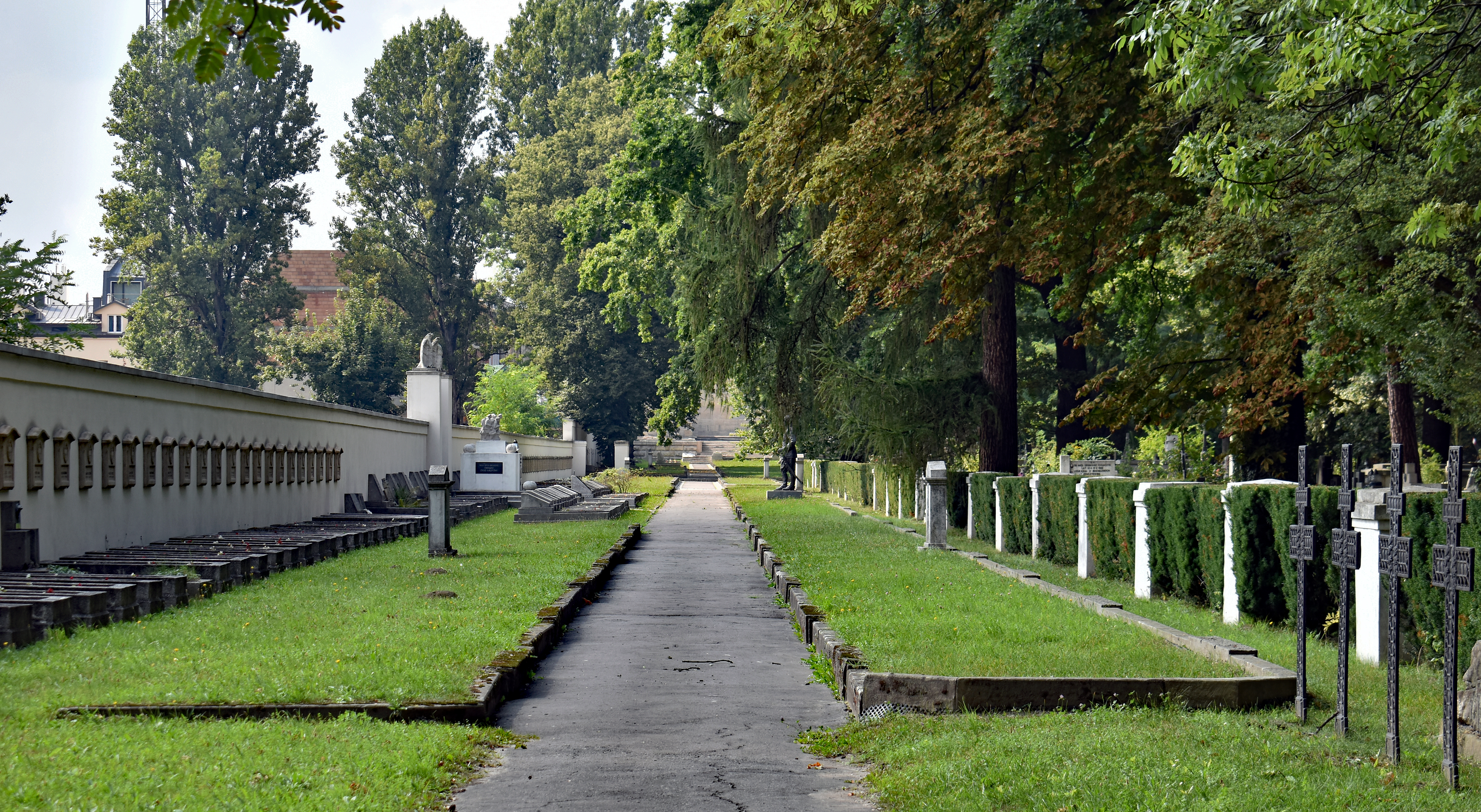
Po lewej groby legionistów, pomnik legionowej czwórki oraz grób Bolesława Wieniawy-Długoszowskiego a po prawej jego pomnik.
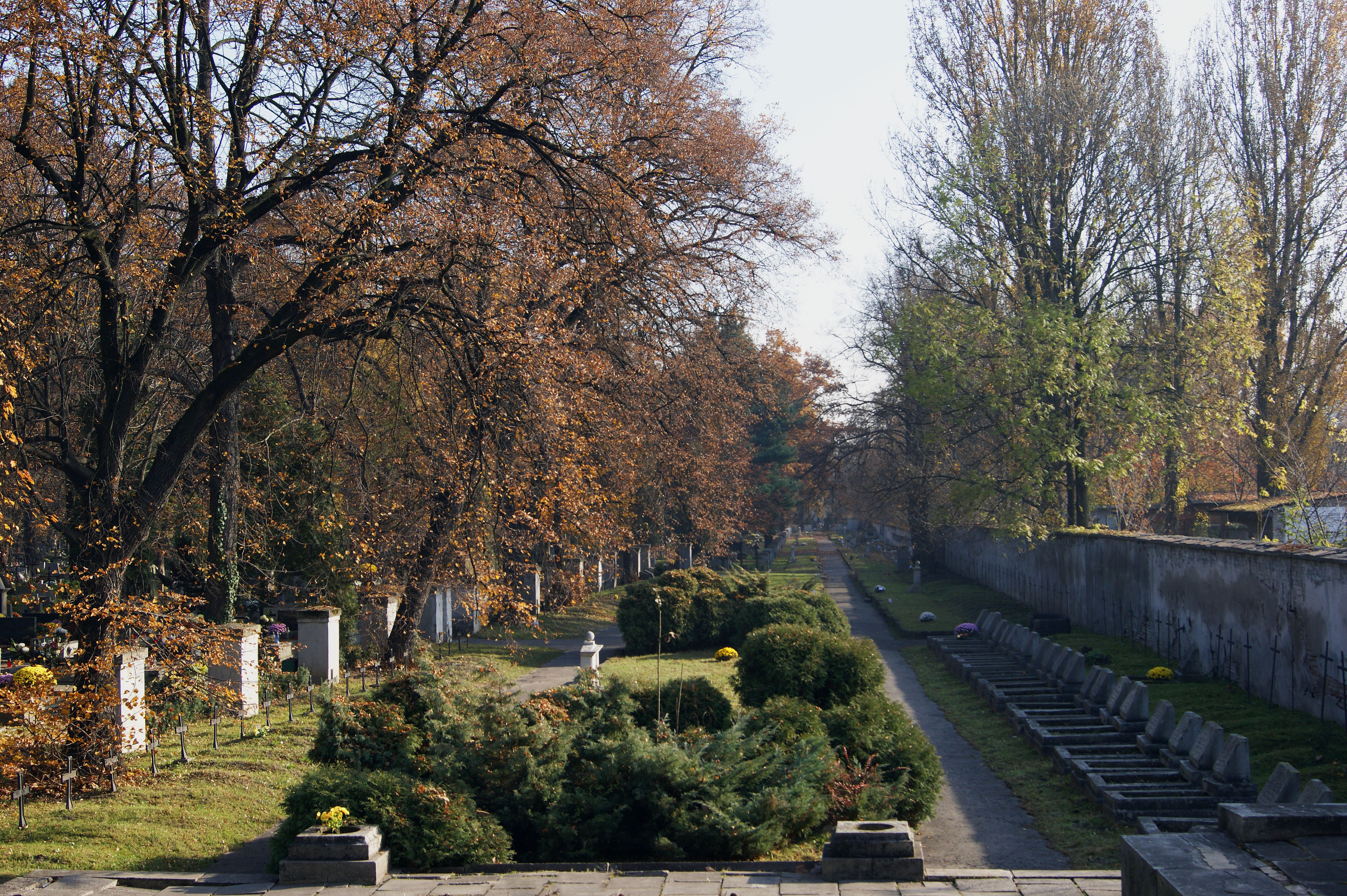
Widok głównej kwatery od strony ściany pomnikowej.
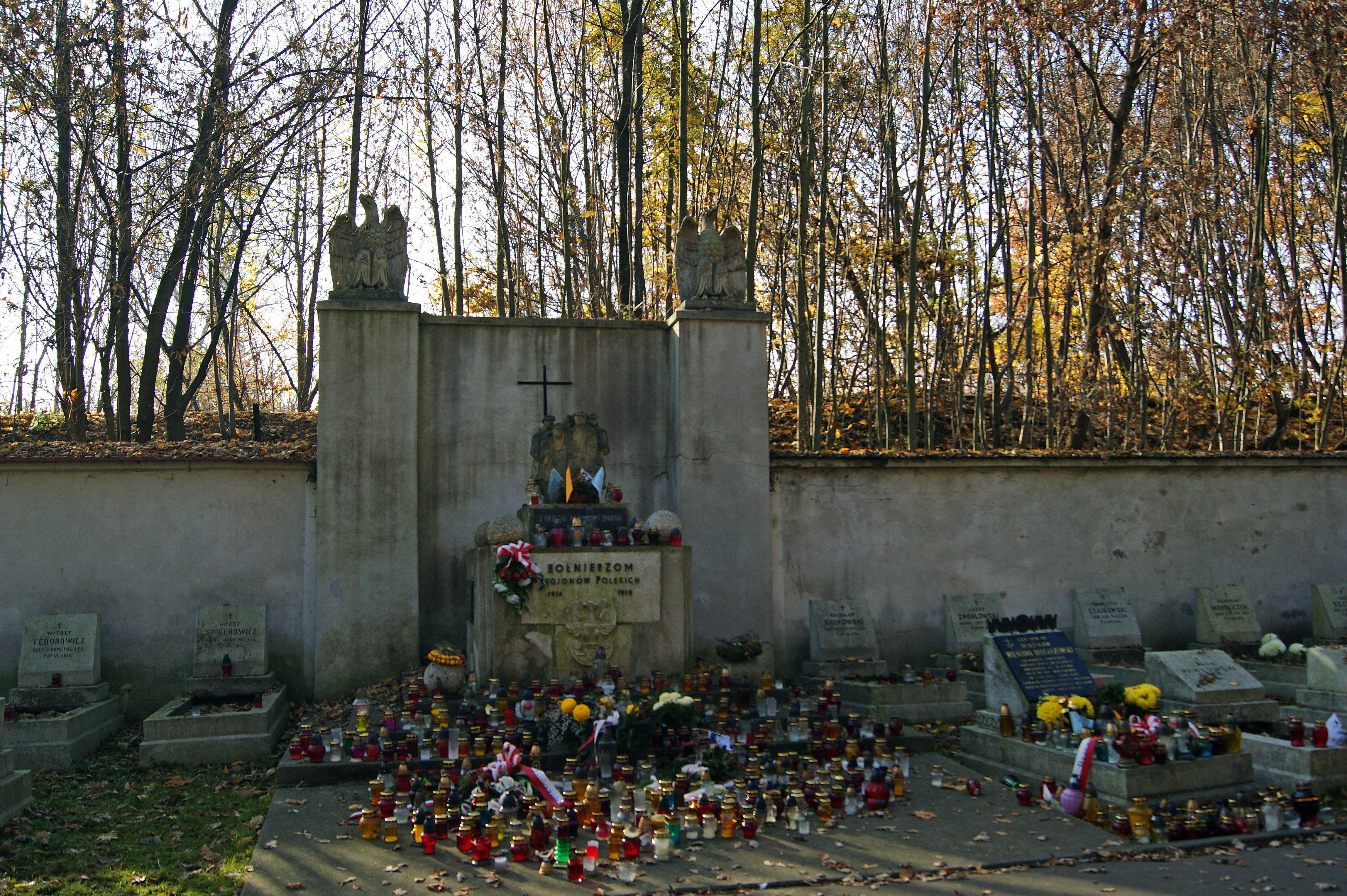
Pomnik legionistów oraz grób gen. Bolesława Wieniawa-Długoszowskiego

Kwatera druga 50°04′36,7″N 19°56′53,9″E/50,076861 19,948306
Druga kwatera ma kształt litery V. Jedno jej ramię jest położone wzdłuż cmentarnego muru od strony al. 29 Listopada, pomiędzy wejściem na cmentarz a budynkiem dawnej rogatki miejskiej. Przy murze pochowano wielu legionistów. 
Drugie ramię odchodzi, od budynku rogatki, w głąb rakowickiej nekropolii. Zachowało się na nim tylko kilka nagrobków. Postawiono tutaj, w 1999 roku, pomnik-kurhan na miejscu gdzie zostali pochowani cywile i żołnierze armii Ukraińskiej Republiki Ludowej, którzy zmarli w Obozie dla internowanych nr 1 w Krakowie-Dąbiu.

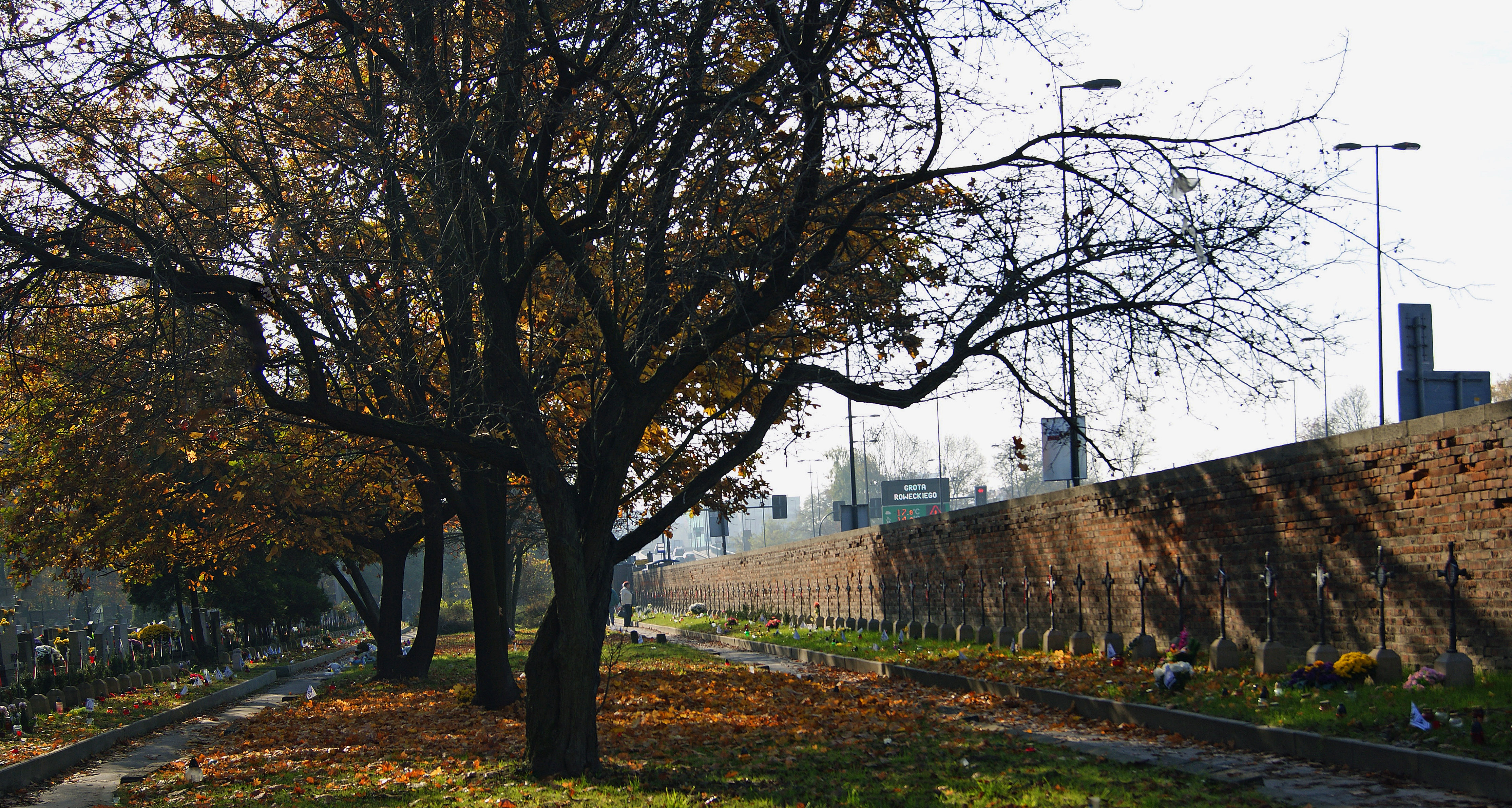
Część cmentarza przy murze od al. 29 Listopada.
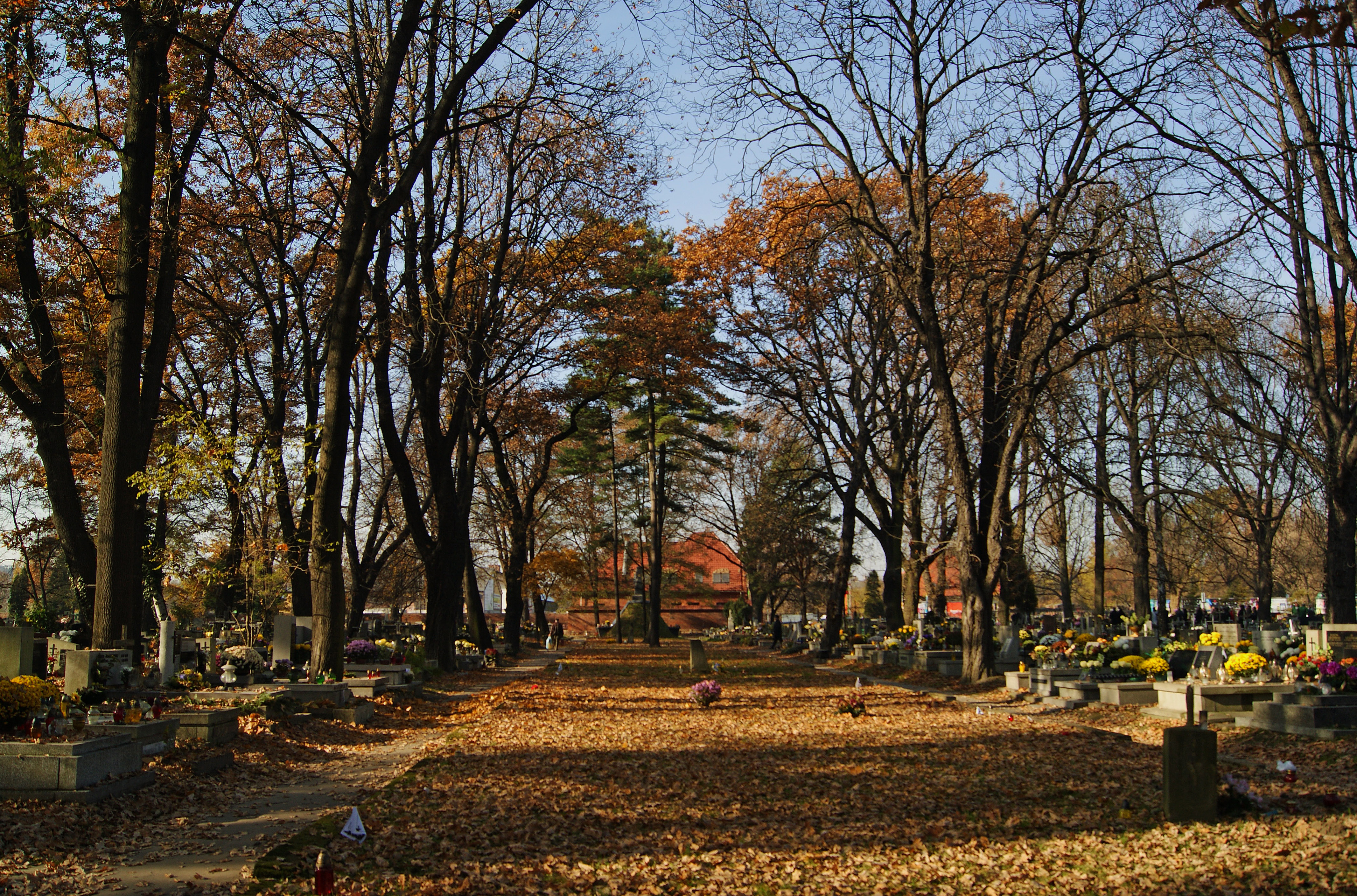
W głębi kurhan żołnierzy URL, za nim budynek dawnej rogatki.
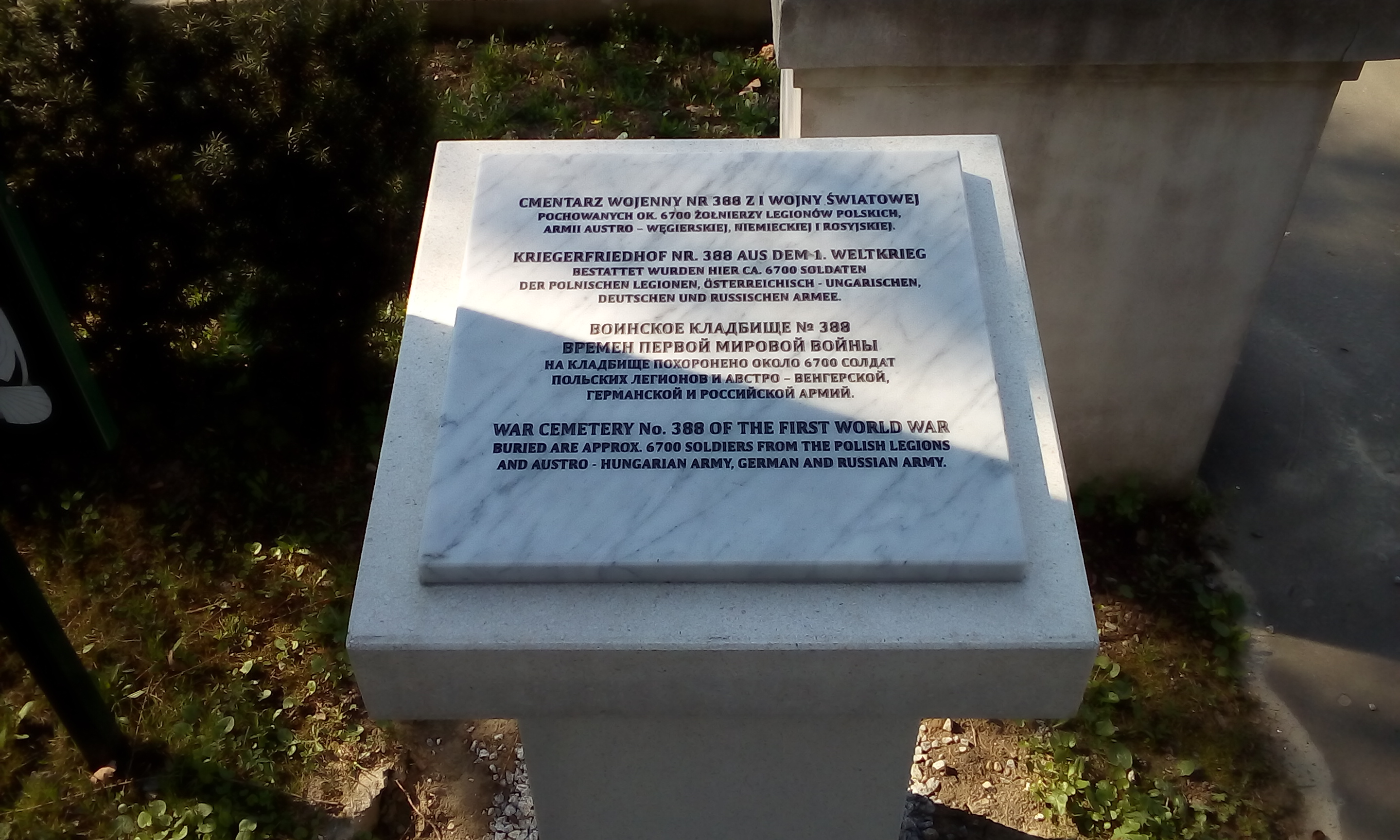
Tablica, tablica na cmentarzu wojennym nr.388, Kraków-Rakowice

Kwatera trzecia 50°04′40″N 19°57′18″E/50,077778 19,955000
Kwatery 1, 2, 3, 4 cmentarza wojskowego przy ul. Prandoty, to część austriackiego cmentarza wojennego. Z oryginalnego wyglądu nekropolii, projektu inż. Huperta, nie zachowało się prawie nic.
Podczas kilku przebudów w latach 30. XX wieku, poprzestawiano krzyże nagrobne w ten sposób że nie wiadomo właściwie do jakiej armii należą żołnierze leżący pod nimi. Pochowano na nim żołnierzy austro-węgierskich oraz rosyjskich poległych w latach 1914–1918 a ekshumowanych z przypadkowych miejsc pochówku w okolicach Krakowa oraz żołnierzy z garnizonu krakowskiego zmarłych w latach 1918–1939.

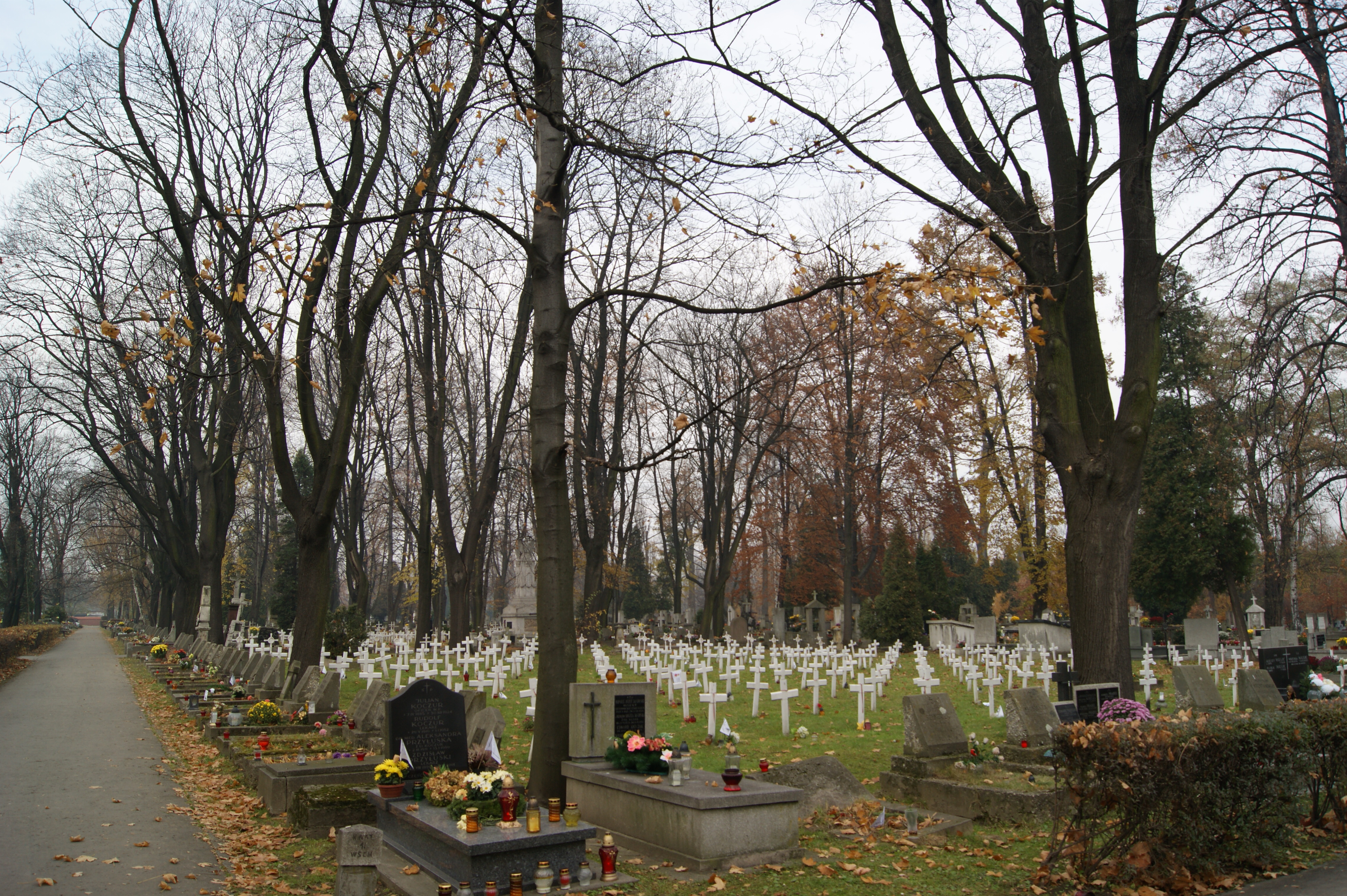
Kwatera na cmentarzu wojskowym.